# Asbury (Iowa)
Asbury – miasto w Stanach Zjednoczonych, w stanie Iowa, w hrabstwie Dubuque.

## Demografia
W 2007 liczyło 3754 mieszkańców. W 2023 liczba mieszkańców wzrosła do 6007 osób, a gęstość zaludnienia przekroczyła 924 osoby/km².